# Stenetrium macrochirium
Stenetrium macrochirium là một loài chân đều trong họ Stenetriidae. Loài này được Nicholls miêu tả khoa học năm 1929.